# Nemesmedves
Nemesmedves (deutsch Ginisdorf) ist eine ungarische Gemeinde im Kreis Szentgotthárd im Komitat Vas.

## Geografische Lage
Nemesmedves liegt unmittelbar an der Grenze zu Österreich, 35,5 Kilometer südwestlich des Komitatssitzes Szombathely,  11 Kilometer nordöstlich der Kreisstadt Szentgotthárd im Tal des Flusses Vörös-patak. Die höchste Erhebung auf dem Gemeindegebiet ist der 295 Meter hohe Berg Jakab-hegy. Nachbargemeinden sind Rönök, Vasszentmihály, Rátót und Gasztony. Nördlich der Staatsgrenze befindet sich der österreichische Ort Reinersdorf.

## Geschichte
Der Ort wurde erstmals 1336 mit dem lateinischen Namen Medus genannt. Die erste Volkszählung, 1787, ergab 166 Einwohner, von denen die meisten deutschsprachig waren. Im Jahr 1913 gab es in der damaligen Kleingemeinde 67 Häuser und 365 Einwohner auf einer Fläche von 826 Katastraljochen. Sie gehörte zu dieser Zeit zum Bezirk Németújvár im Komitat Vas. Während des Zweiten Weltkriegs galt Nemesmedves als letzter Ort Ungarns, welcher von der Roten Armee erobert wurde. Der 4. April 1945 galt deshalb als nationaler Feiertag. Tatsächlich ging der Krieg auf ungarischem Boden erst am 12. April zu Ende. Die deutschsprachige Bevölkerung des Ortes, welche 1941 mit 344 Einwohnern noch rund 94 % der Bevölkerung stellte, wurde 1946 gemeinsam mit jener der deutschsprachigen Nachbarorte Oberradling (Felsőrönök), Unterradling (Alsórönök), Jakobshof (Jakabháza) und Raabfidisch (Rábafüzes) vertrieben.

## Sehenswürdigkeiten
- Glockenturm (harangláb), erbaut im 19. Jahrhundert
- Kriegsdenkmal mit einem russischen T-34 Panzer
- Pietà aus dem Jahr 1915
- Römisch-katholische Kapelle Szent Orbán
- Wanderer-Quelle (Vándor-forrás)
- Weltkriegsdenkmal für die Opfer des 1. Weltkriegs, errichtet 1931

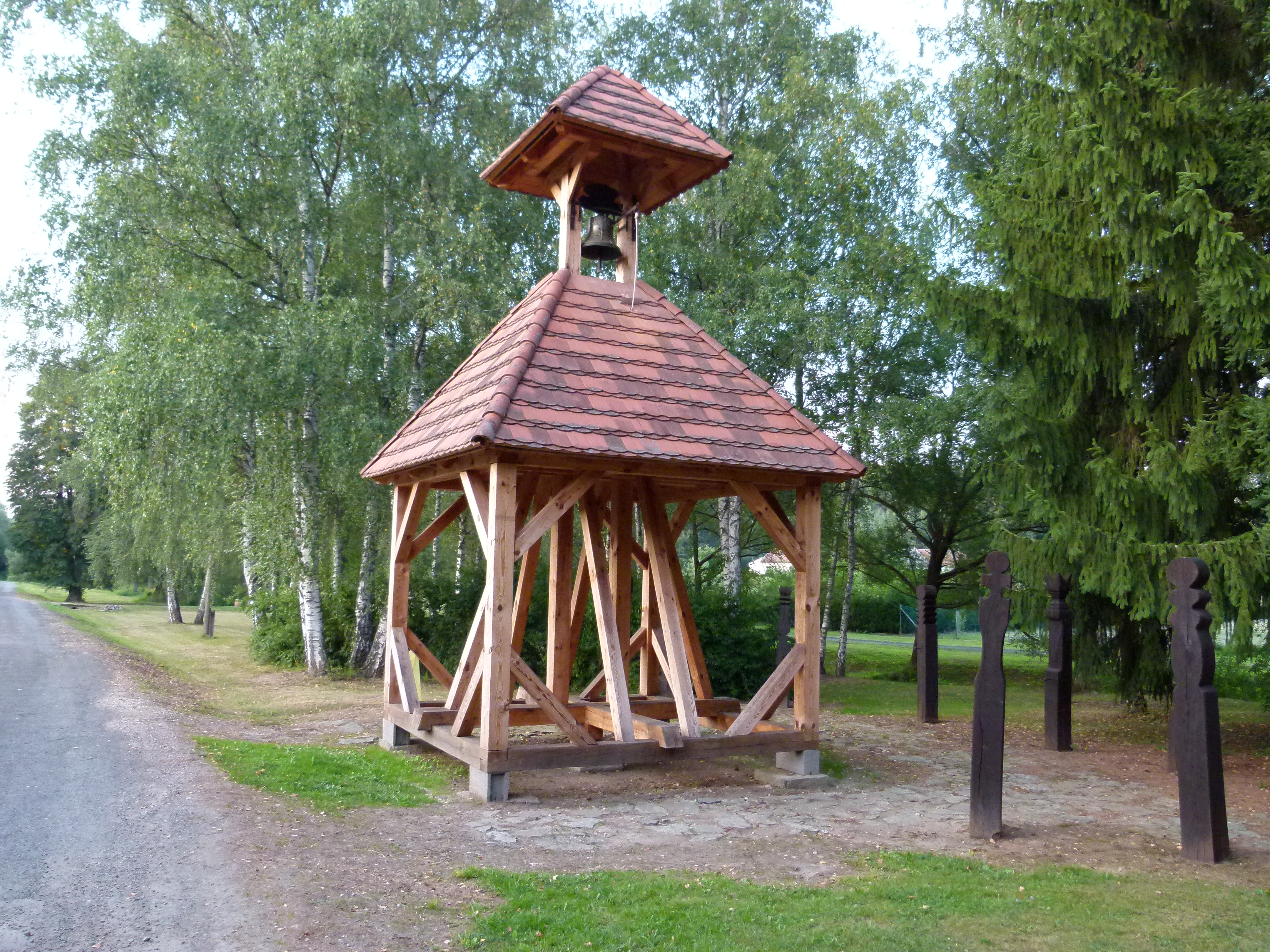
Glockenturm
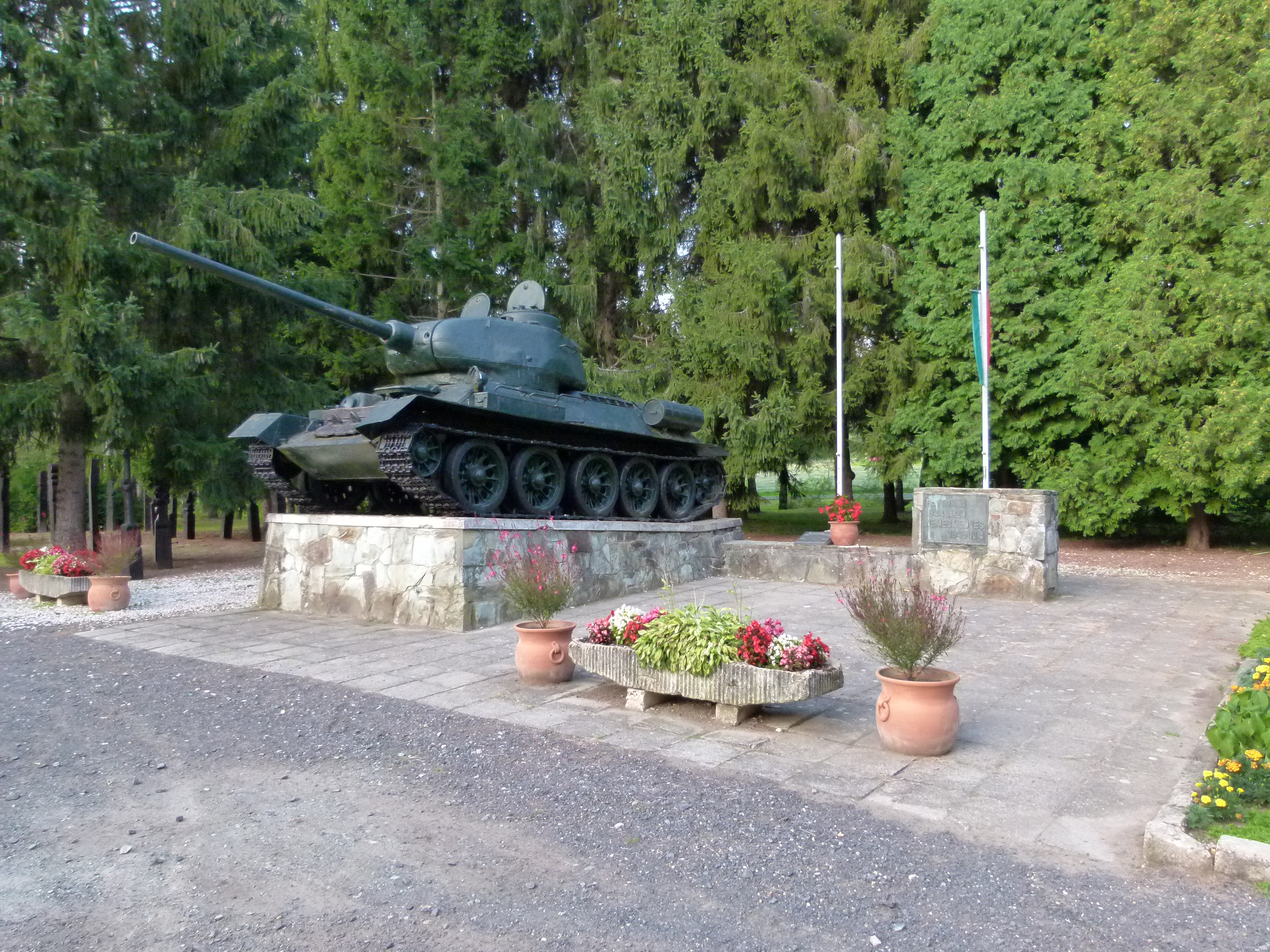
Kriegsdenkmal
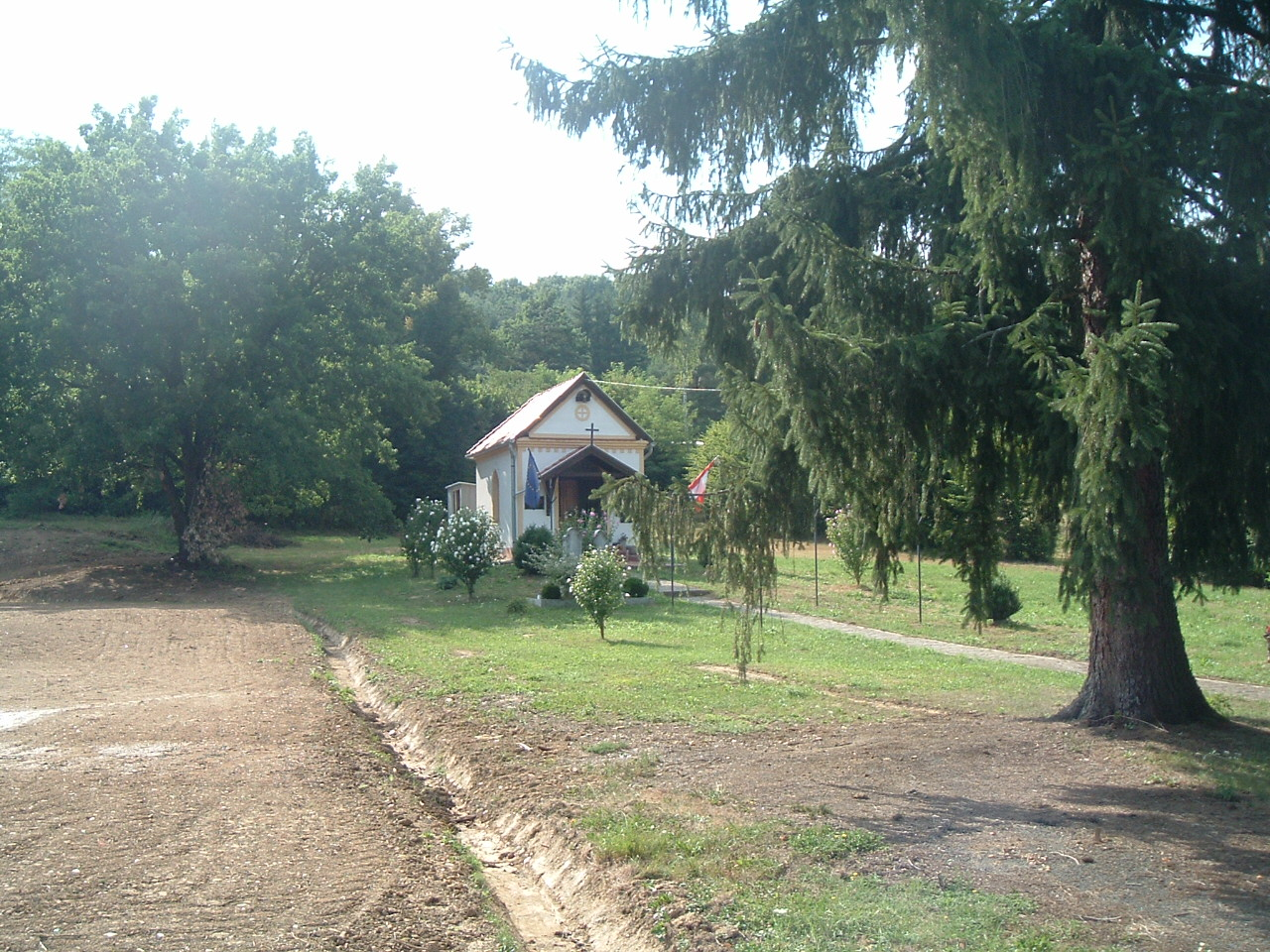
Blick auf die römisch-katholische Kapelle Szent Orbán

## Verkehr
Der Ort ist nur über die Nebenstraße Nr. 87108 zu erreichen. Der nächste Bahnhof befindet sich gut fünf Kilometer südöstlich in Rátót.